# La British Compagnie
Pour plus de détails, voir Fiche technique et Distribution.
La British Compagnie (Dad's Army) est une comédie britannique réalisée par Oliver Parker et sortie en 2016. Il est inspiré de la série télévisée britannique Dad's Army, diffusée de 1969 à 1977.

## Synopsis
En 1944, alors que la Seconde Guerre mondiale touche à sa fin, un groupe de soldats de la Home Guard, mené par le Capitaine Mainwaring (Toby Jones), et basé à Walmington-on-Sea, accumule les déboires. C'est alors que la journaliste Rose Winters (Catherine Zeta-Jones) arrive en ville pour écrire un article sur ce petit groupe de soldats. Parallèlement, on apprend qu'un espion nazi sévit dans les environs.

## Fiche technique
- Titre original : Dad's Army
- Titre français : La British Compagnie
- Réalisation : Oliver Parker
- Scénario : Hamish McColl (en)
- Direction artistique : Justin Warburton-Brown
- Décors : Simon Bowles
- Costumes : Dinah Collin
- Photographie : Christopher Ross
- Montage : Guy Bensley
- Musique : Charlie Mole
- Société de production : DJ Films
- Sociétés de distribution : Universal Pictures
- Pays de production : Royaume-Uni
- Langue originale : anglais
- Format : couleur ; 2.35:1
- Genre : Comédie
- Durée : 100 minutes
- Dates de sortie : 
  - Royaume-Uni : 5 février 2016
  - États-Unis : 5 février 2016
  - France : 1er août 2016 (Directement en vidéo)

## Distribution
- Toby Jones (VF : Loïc Houdré) : George Mainwaring
- Catherine Zeta-Jones (VF : Marjorie Frantz) : Rose Winters
- Bill Nighy (VF : Georges Claisse) : Arthur Wilson
- Tom Courtenay (VF : Jean-Pierre Moulin) : Jack Jones
- Bill Paterson (VF : Michel Prud'homme): James Frazer
- Daniel Mays (VF : Jérémy Prevost) : Joe Walker
- Michael Gambon (VF : Bernard Tiphaine) : Charles Godfrey
- Blake Harrison (VF : Emmanuel Garijo) : Frank Pike
- Holli Dempsey : Vera
- Alison Steadman : Mrs. Fox
- Annette Crosbie (VF : Colette Venhard) : Cissy Godfrey
- Sarah Lancashire : Mrs. Pike
- Emily Atack (VF : Aurore Bonjour) : Daphne
- Felicity Montagu : Mrs. Mainwaring
- Julia Foster (VF : Marion Game) : Dolly
- Martin Savage (VF : Olivier Chauvel) : Hodges
- Mark Gatiss (VF : Constantin Pappas) : colonel Theakes
- Frank Williams (VF : Achille Orsoni) : le curé Timothy Farthing
- Jacqueline Tong (VF : Frédérique Cantrel) : Madame Todd

Version française (VF) d'après le carton de doublage ainsi que la fiche RS-Doublage